# Vanil des Artses
Der Vanil des Artses ist ein 1992 m ü. M. hoher Berg der Freiburger Voralpen an der Grenze der Gemeinden Châtel-Saint-Denis im Westen und Haut-Intyamon im Osten im Schweizer Kanton Freiburg.

## Name und Höhe
Die Landeskarte der Schweiz verzeichnete ihn von 1847 bis 1892 als namenlosen Berg mit 1995 m ü. M. Höhe. 1893 bis 1903 war er als „Les Arches“ mit 2004 m ü. M. verzeichnet. Seit 1904 heisst er Vanil des Artses. 1958 wurde die Höhe auf 1993 m ü. M. korrigiert. Die digitale Karte zeigt eine Höhe von 1992 m ü. M. an.
Im Geographischen Lexikon der Schweiz aus dem Jahr 1910 wird er als 2004 m ü. M. hoher Vanil des Artzes oder Vanil des Ardzes bezeichnet. Der Name stammt von den mächtigen Felsstufen (in der Mundart: artzes), mit denen er nach Nordosten abfällt. Vanil ist ein Ausdruck des freiburgischen Patois und bezeichnet Felsbänder und Couloirs sowie Bergspitzen, deren Flanken von solchen Runsen durchzogen sind. Eine alternative Herkunft ist ein keltischer Begriff für Fels.

## Lage und Umgebung
Der 1992 Meter hohe Gipfel liegt zwischen dem Tal des Hongrin im Osten und dem Tal der Veveyse de Fégire im Westen, die in die Veveyse mündet. Entlang des in Nord-Süd-Richtung gelegenen Grates, auf dem sich der Gipfel zwischen Dent de Lys und Folliu Borna im Norden sowie Le Pila und Cape au Moine im Süden befindet, verläuft die Europäische Hauptwasserscheide. Die Dominanz des Berges beträgt etwa drei Kilometer bis zur Dent de Lys (2014 m ü. M.). Die Schartenhöhe des Vanil des Artses beträgt etwa 290 Meter; die Scharte liegt knapp über 1700 m ü. M. zwischen Folliu Borna und Col de Lys.
Im Bereich des Berges bildet der Grat die westliche Grenze des Parc naturel régional Gruyère Pays-d’Enhaut, eines Parks von nationaler Bedeutung.

## Aufstieg und Höhlen

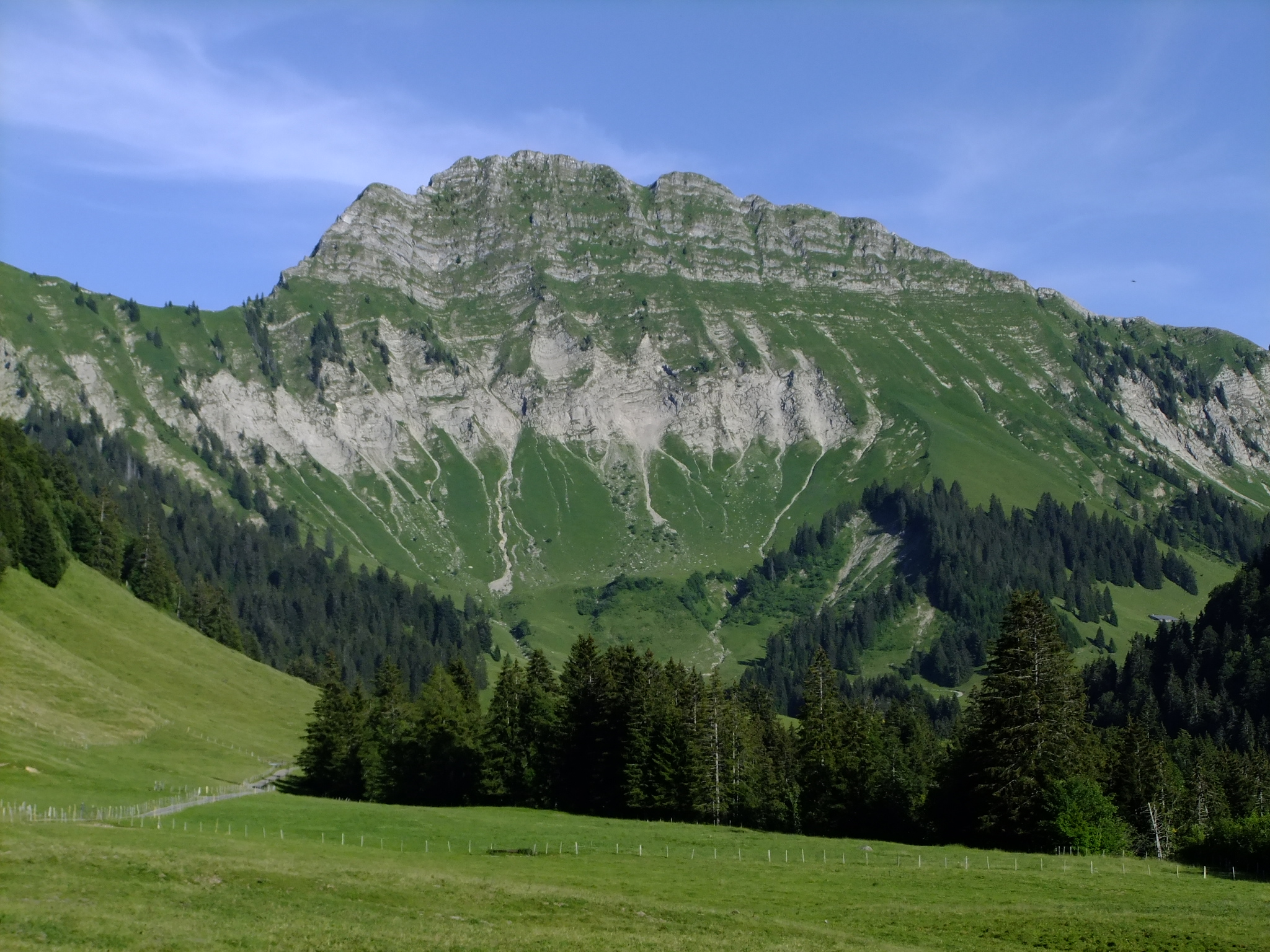
Die Westwand im Juni 2011

Die beiden leichteren Anstiege sind die Aufstiege über den Südgrat von der Scharte Pt. 1791 und über den Ostgrat, die nach der SAC-Wanderskala zwischen T4 und T4+ klassifiziert werden. Die Verlängerung der Südgratroute über Col de Pierra-Perchia (1859 m) mit anspruchsvoller Überschreitung des Le Pila (1892 m) zum P. 1791 wird mit T5 bewertet. Die Besteigung des Vanil Des Artses über den Nordgrat wird als schwieriges Alpinwandern (T6+) eingestuft.
Im August 2013 entdeckten rund zehn Höhlenforscher einen Anstieg im Inneren des Berges: Ausgehend vom Eingang der Grotte du dragon, 260 Höhenmeter unterhalb des Gipfels im Tal des Hongrin gelegen, durchkletterten sie eine schwierig zu begehende Höhle im Karstgestein und erreichten nach sieben Stunden die Westwand des Vanil des Artses 25 Meter unterhalb des Gipfels. Dabei unterquerten sie die Europäische Hauptwasserscheide. Die Höhle enthielt als technische Herausforderungen einen Schacht von zehn Metern und einen vier Meter herausstehenden Felsvorsprung. Die Temperatur betrug zwischen 5 °C und 7 °C und die Luftfeuchtigkeit 100 %. Einige Tonpfropfen hatten die Forscher in monatelanger Arbeit weggegraben, so dass diese Stellen auf allen Vieren im Schlamm passierbar waren. Andernorts musste der Weg zwischen menhirartigen Steinen gefunden werden, und eine 20 Meter hohe Halle, der „Saal des Drachens“, war zu durchqueren. Am Ende blockierte ein grosser Stein, der mit einem Akku-Bohrhammer zerstört wurde, den Ausgang. Laut damaligen Recherchen des Schweizer Alpen-Clubs handelt es sich um den ersten unterirdischen Anstieg zu einem Berg – zumindest in der Schweiz. Die Erstbegeher gaben an, dass einige Menschen sie im Vorfeld als „Phantasten“ (französisch affabulateurs) bezeichnet hätten. Von einer Wiederholung des Abenteuers durch Ungeübte „raten sie lebhaft ab“.